# Taxa de atualização
A taxa de atualização (refresh rate) é o número de vezes que um ecrã renova a imagem, tornando-a diferente da taxa de Quadros Por Segundo (abreviado como qps) (em inglês Frames per second, abreviado como fps) no sentido em que a taxa de atualização inclui a representação de imagens repetidas, enquanto a taxa de Quadros Por Segundo designa a frequência com que uma nova imagem está pronta para ser representada, na fonte de vídeo.